# Huntsville (Alabama)
Huntsville egy város az Amerikai Egyesült Államok Alabama államában, Madison megye székhelye.

## Fekvése

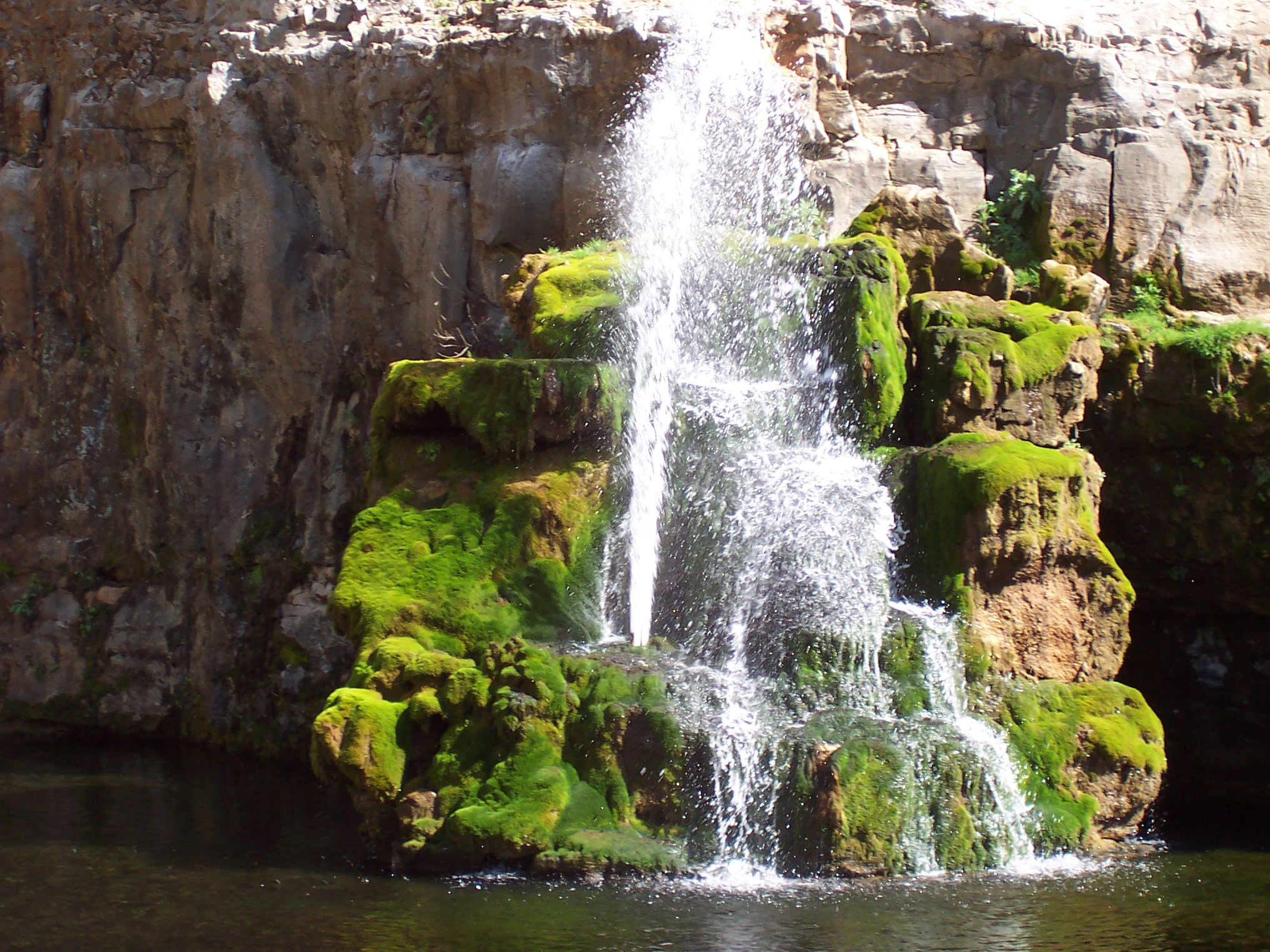
Big Spring

Huntsville Alabama északi részén, a Tennessee-i határ közelében, egy hosszú völgyben fekszik a 300 méter magas Monte Sano nevű homokkő táblahegy lábánál. Madison megyében található, de átnyúlik Limestone megyébe is. Összeér a nyugati szomszédjával, Madisonnal.
Délre tőle a Tennessee folyó folyik, annak jobb partján, a folyótól 10 km-re terül el. Keletre a Flint folyó völgye választja el a Cumberland-platótól.
A várostól délkeletre a Tennessee folyón duzzasztógátat építettek és a folyószakaszt tórendszerré alakították (Guntersville-i-tó), hogy hajózható legyen és ezzel mentesítették a környéket az árvízveszélytől is.
A föld Huntsville környékén karsztos. A városban feltörő Big Spring egy tipikus karsztforrás, amely naponta 100 millió liter vizet ad.

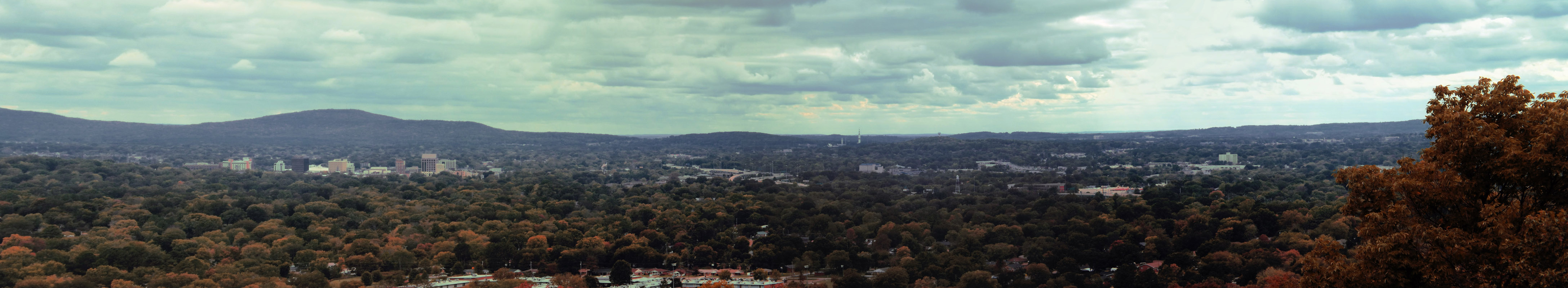
Huntsville-i panoráma

## Története

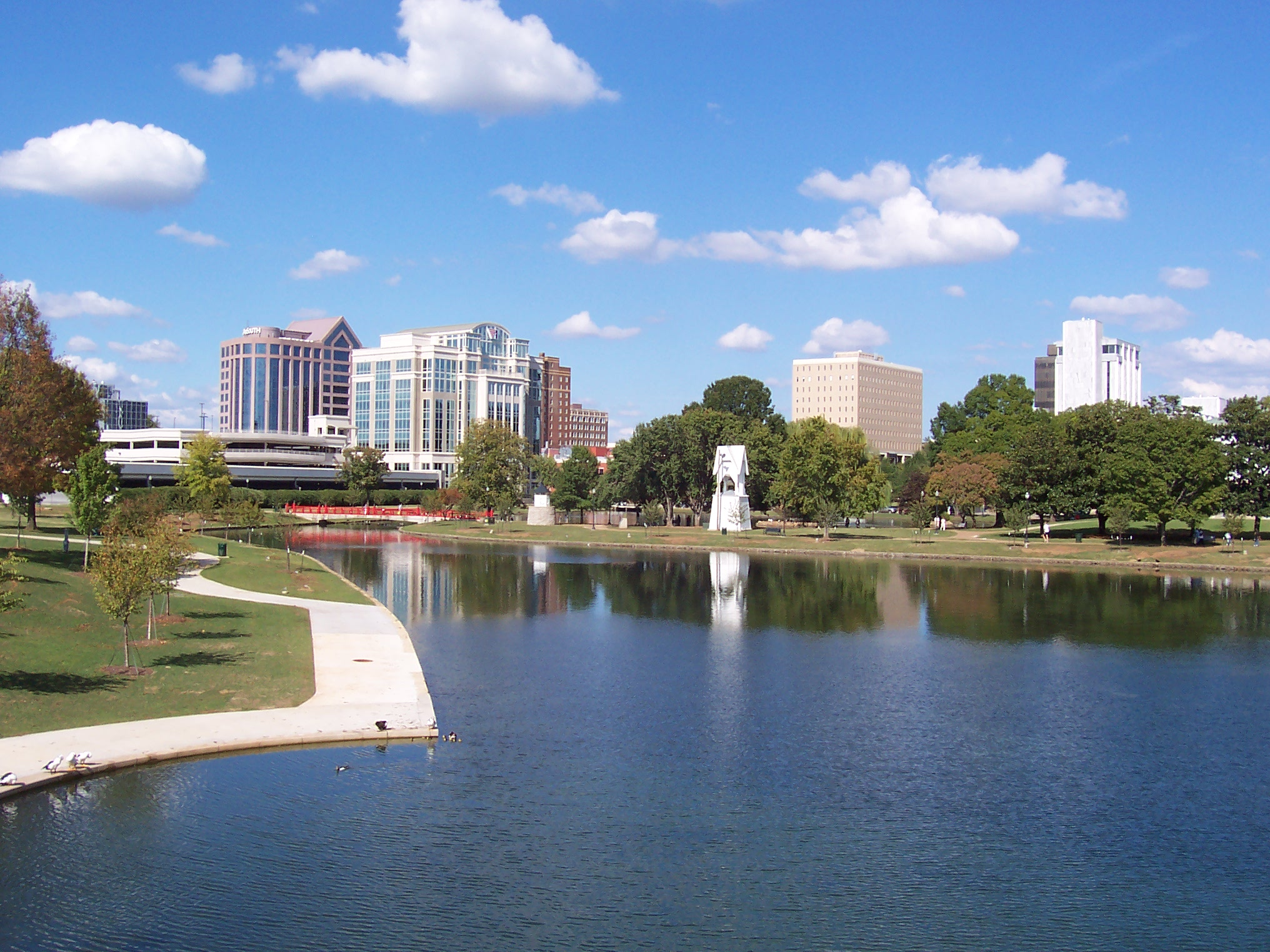
Huntsville belvárosa

Az 1805-ben itt egyetlen kunyhó állt. Hat évvel később Twickenham néven várossá alakult, de később, az 1812-es háború során átkeresztelték Huntsville-re John Hunt telepes tiszteletére.
A Firs National Bank épülete 1835-ben épült. A banképület pincéi börtöncellák voltak a rabszolgatartás idején és azokat a rabszolgákat zárták ide, akiknek a tulajdonosa fizetésképtelenné vált. Rabszolgáit zálogként tartották a börtönben.
A második világháború után a Gemkapocs művelet során az amerikaiak német náci tudósokat hoztak át az USA-ba, hogy az amerikai katonai űrprogramon dolgozzanak, akiket itt telepítettek le. Így vált Huntsville az amerikai űrkutatás egyik központjává. Itt van a NASA Marshall Space Flight Center. A kutatási programok a Redstone Arsenal laboratóriumaiban zajlanak. Külön múzeumot rendeztek be az űrkutatás mozzanatainak bemutatására a Space Orientation Center egyik részlegében.
Ma a városban virágzik a textilipar, és különböző gyárak működnek.

## Népesség
Ez a legnagyobb város Észak-Alabamában, a 2007. évi becslések szerint lakossága mintegy 171 327 fő.
Huntsville a Huntsville–Decatur egyesített statisztikai terület nevű agglomeráció legnagyobb városa. Az agglomeráció lakosainak száma a 2000. évi felmérések szerint 386 632 fő volt, míg a 2007-es felmérések szerint 535 911 fő.

## Oktatás
- Itt található az Alabamai Egyetem, Huntsville (University of Alabama in Huntsville, UAH).
- Űrtábor

## Huntsville híres szülöttei
- Jimmy Wales, a Wikipédia társalapítója